# Evenus
Genre
Evenus est un genre d'insectes lépidoptères de la famille des Lycaenidae et de la sous-famille des Theclinae présents en Amérique.

## Dénomination
Le genre a été nommé par Jakob Hübner en 1819.

## Liste des espèces
- Evenus batesii (Hewitson, 1865)présent à Panama, au Brésil et en Guyane.
- Evenus candidus (Druce, 1907) présent en Colombie et en Équateur
- Evenus coronata (Hewitson, 1865) présent au Guatemala, en Colombie, en Équateur et au Pérou.
- Evenus floralia (Druce, 1907) présent au Brésil et en Guyane.
- Evenus gabriela (Cramer, [1775]) présent en Colombie, au Brésil, en Guyana et en Guyane.
- Evenus latreillii (Hewitson, 1865)
- Evenus regalis (Cramer, [1775]) présent au Mexique et en Amazonie dont en Guyane.
- Evenus satyroides (Hewitson, 1865) présent au Brésil et en Guyane.
- Evenus sponsa (Möschler, 1877) présent au Surinam, en Guyana et en Guyane.
- Evenus sumptuosa (Druce, 1907) présent au Brésil.
- Evenus tagyra (Hewitson, 1865) présent en Amazonie.
- Evenus temathea (Hewitson, 1865)[1],[2].

## Répartition
Les Evenus sont présents en Amérique centrale et Amérique du Sud.